# Primera dama de Polonia
Primera dama de la República de Polonia (en polaco: Pierwsza Dama Rzeczpospolitej Polskiej) es un cargo protocolario aplicado a la esposa del Presidente de la República de Polonia (ya que todos los presidentes polacos han sido hombres). La primera dama no ocupa una posición constitucional y no hay establecidos deberes u obligaciones asociados al cargo. Aun así, la primera dama acompaña su marido en ocasiones formales como visitas de Estado. La primera dama actual es Marta Nawrocka.

## Segunda República (1918–1939)
| Primera dama         | Esposo                  | De   | A    | Cargo del esposo | Notas                                        |
| -------------------- | ----------------------- | ---- | ---- | ---------------- | -------------------------------------------- |
| Maria Piłsudska      | Józef Piłsudski         | 1918 | 1921 | Jefe de Estado   | Fallecida                                    |
| Aleksandra Piłsudska | Józef Piłsudski         | 1921 | 1922 | Jefe de Estado   |                                              |
| Ninguno              | Gabriel Narutowicz      | 1922 | 1922 | Presidente       | Era un viudo                                 |
| Maria Wojciechowska  | Stanisław Wojciechowski | 1922 | 1926 | Presidente       |                                              |
| Michalina Mościcka   | Ignacy Mościcki         | 1926 | 1932 | Presidente       | Fallecida en 1932                            |
| Maria Mościcka       | Ignacy Mościcki         | 1933 | 1939 | Presidente       | Maria Mościcka se casó con Mościcki en 1933. |

## Gobierno en Exilio (1939–1990)
| Primera dama         | Esposo                   | De   | A    | Cargo del esposo | Notas               |
| -------------------- | ------------------------ | ---- | ---- | ---------------- | ------------------- |
| Jadwiga Raczkiewicz  | Władysław Raczkiewicz    | 1939 | 1947 | Presidente       |                     |
| Ewelina Zaleska      | August Zaleski           | 1947 | 1972 | Presidente       |                     |
| Ninguna              | Stanisław Ostrowski      | 1972 | 1979 | Presidente       | Ostrowski era viudo |
| Ninguna              | Edward Bernard Raczyński | 1979 | 1986 | Presidente       | Era viudo           |
| Anna Sabbat          | Kazimierz Sabbat         | 1986 | 1989 | Presidente       |                     |
| Karolina Kaczorowska | Ryszard Kaczorowski      | 1989 | 1990 | Presidente       |                     |

## República Popular de Polonia/Polonia comunista (1944–1989)
| Primera dama        | Esposo                | De   | A    | Cargo del esposo               | Notas |
| ------------------- | --------------------- | ---- | ---- | ------------------------------ | ----- |
| Janina Górzyńska    | Bolesław Bierut       | 1944 | 1952 | Presidente                     |       |
| Stanisława Zawadzka | Aleksander Zawadzki   | 1952 | 1964 | Presidente del Consejo Estatal |       |
| Rozalia Ochab       | Edward Ochab          | 1964 | 1968 | Presidente del Consejo Estatal |       |
| Barbara Spychalska  | Marian Spychalski     | 1968 | 1970 | Presidente del Consejo Estatal |       |
| Krystyna Tempska    | Józef Cyrankiewicz    | 1970 | 1972 | Presidente del Consejo Estatal |       |
| Jadwiga Wierzbicka  | Henryk Pinchazołoński | 1972 | 1985 | Presidente del Consejo Estatal |       |
| Barbara Jaruzelska  | Wojciech Jaruzelski   | 1985 | 1989 | Presidente del Consejo Estatal |       |

## Tercera República (desde 1989)
| Primera dama          | Esposo                 | De   | A    | Cargo del esposo | Notas                                   |
| --------------------- | ---------------------- | ---- | ---- | ---------------- | --------------------------------------- |
| Barbara Jaruzelska    | Wojciech Jaruzelski    | 1989 | 1990 | Presidente       |                                         |
| Danuta Wałęsa         | Lech Wałęsa            | 1990 | 1995 | Presidente       |                                         |
| Jolanta Kwaśniewska   | Aleksander Kwaśniewski | 1995 | 2005 | Presidente       |                                         |
| Maria Kaczyńska       | Lech Kaczyński         | 2005 | 2010 | Presidente       | Ambos murieron en un accidente de avión |
| Anna Komorowska       | Bronisław Komorowski   | 2010 | 2015 | Presidente       |                                         |
| Agata Kornhauser-Duda | Andrzej Duda           | 2015 | 2025 | Presidente       |                                         |
| Marta Nawrocka        | Karol Nawrocki         | 2025 | -    | Presidente       |                                         |